# Conlin McCabe
Conlin McCabe (Brockville, 20 de agosto de 1990) es un deportista canadiense que compitió en remo.
Participó en tres Juegos Olímpicos de Verano, obteniendo una medalla de plata en Londres 2012, en la prueba de ocho con timonel, el sexto lugar en Río de Janeiro 2016 (cuatro sin timonel) y el cuarto en Tokio 2020 (dos sin timonel).
Ganó una medalla de bronce en el Campeonato Mundial de Remo de 2011, en el ocho con timonel.

## Palmarés internacional
| Juegos Olímpicos   | Juegos Olímpicos      | Juegos Olímpicos  | Juegos Olímpicos |
| Año                | Lugar                 | Medalla           | Prueba           |
| ------------------ | --------------------- | ----------------- | ---------------- |
| 2012               | Londres (Reino Unido) | Medalla de plata  | Ocho con timonel |
| Campeonato Mundial |                       |                   |                  |
| Año                | Lugar                 | Medalla           | Prueba           |
| 2011               | Bled (Eslovenia)      | Medalla de bronce | Ocho con timonel |